# 453

## Събития
- Ругите основават държава („Rugiland“) на южния бряг на р. Дунав и стават федерати.

## Починали
- Атила, хунски владетел